# Lưu Vũ (Lương vương)
Lưu Vũ (giản thể: 刘武; phồn thể: 劉武, 184 TCN-144 TCN), tức Lương Hiếu vương (梁孝王), là tông thất nhà Hán, chư hầu vương thứ ba của nước Đại, thứ ba của nước Hoài Dương và thứ năm của nước Lương, ba chư hầu quốc dưới thời nhà Hán trong lịch sử Trung Quốc. Ông từng tham gia dẹp loạn bảy nước và tranh chấp ngôi thái tử trong triều đình nhà Hán, trở thành chư hầu vương có thế lực nhất đương thời, từng được Đường Cao Tổ nhận xét: Tuy là thần tử nhưng không khác gì thiên tử.

## Ba lần đổi phong quốc
Lưu Vũ là con trai thứ năm của Hán Văn Đế Lưu Hằng, vua thứ năm của nhà Hán. Mẹ ông là Đậu hoàng hậu. Ngoài Lưu Vũ, Đậu cơ còn có hai người con khác là Công chúa Quán Đào và Hán Cảnh Đế Lưu Khải.
Lưu Vũ chào đời vào năm 184 TCN ở Đại quốc, lúc đó cha ông còn là Đại vương, chưa lên ngôi thiên tử. Sang năm 180 TCN, Lưu Hằng được đại thần ở Trường An tôn làm thiên tử, trở thành vua Văn Đế của triều Hán, Lưu Vũ từ đó được mang thân phận hoàng tử.
Năm 178 TCN, Lưu Vũ lên 6 tuổi, vua cha Hán Văn Đế hạ chiếu lập ông làm Đại vương, cai quản nước Đại, phong quốc của Văn Đế khi chưa lên ngôi. Hai năm sau, 176 TCN, ông được đổi phong làm Hoài Dương vương (淮阳王). Sang năm 169 TCN, em ông là Lương Hoài vương Lưu Ấp mất, Lưu Vũ được đổi phong làm Lương vương, đóng ở Huy Dương. Lưu Vũ giữ chức vụ Lương vương này cho đến tận lúc qua đời (144 TCN).
Năm 164 TCN, Lưu Vũ từ nước Lương vào triều yết kiến Hán Văn Đế. Về sau, ông liên tục vào chầu vua Hán vào các năm 162 TCN và 161 TCN và 158 TCN, từng được Hán Văn Đế giữ lại nhưng không được lâu.

## Tham gia dẹp loạn bảy nước
Năm 157 TCN, Hán Văn Đế qua đời, thái tử Lưu Khải nối ngôi, tức là Hán Cảnh Đế. Cảnh Đế thường uống rượu với Lưu Vũ, trong lúc say sưa có nói rằng
Sau này khi trẫm thiên thu vạn tuế sẽ truyền ngôi cho ngươi.
Lưu Vũ cố ý từ tạ, nhưng thực ra vui mừng trong lòng. Đậu Thái hậu vốn thương yêu Lưu Vũ, cũng nhân cơ hội này tìm cách nâng đỡ để ông được làm Hoàng Thái đệ.
Năm 155 TCN, theo đề xuất của Tiều Thố, Hán Cảnh Đế ra lệnh cắt đất phong của các chư hầu để làm giảm thế lực. Bảy nước chư hầu hoảng sợ, tôn Ngô vương Tị làm minh chủ, cử binh từ phía đông chống Hán, khởi đầu loạn bảy nước. Quân bảy nước nhanh chóng tiến về phía tây, thế lực rất lớn. Cảnh Đế lo sợ, bèn hạ lệnh giết Tiều Thố giảng hòa nhưng Ngô vương không chịu lui.
Quân bảy nước kéo tới bao vây thành Huy Dương của nước Lương. Cảnh Đế sai thái úy Chu Á Phu đánh dẹp. Á Phu đóng quân ở Xương Ấp nhưng chỉ cắt đường liên lạc của Ngô, Sở với 4 nước kia, hút quân Ngô vào chiến trường nước Lương chứ không cứu Lương. Lưu Vũ sai sứ đến Trường An cầu cứu. Cảnh Đế nghe lời Đậu Thái hậu, hạ lệnh cho Chu Á Phu mau chóng cứu Lương, Á Phu không nghe.
Quân Ngô - Sở vượt sông Hoài rồi đánh vào thành Cức Bích, giết hơn vạn người. Lưu Vũ giữ quân ở thành Tuy Dương, chống cự quân Ngô, sau đó sai Hàn An Quốc, Trương Vũ làm Đại tướng quân, chống lại Ngô - Sở. Ngô - Sở không sao tiến lên được, sau mấy tháng phải giải vây, quay sang đánh trực tiếp với quân Chu Á Phu, cuối cùng bị phá. Ngô vương Tị bị giết chết, sáu chư hầu còn lại đều phải tự tử. Loạn bảy nước chấm dứt.
Khi dẹp loạn bảy nước, Lưu Vũ lập được công to, được tăng thêm phong ấp, mở rộng phía bắc đến Thái Sơn, tây tới Cao Dương, tổng cộng hơn 40 thành, trở thành chư hầu có lãnh thổ lớn nhất lúc đó.

## Náo loạn triều đình, tranh ngôi thái tử
Lưu Vũ được trọng dụng, lại có Đậu Thái hậu che chở, nên ra sức làm nhiều điều trái phép tắc. Ông tự ý đặt phép tắc cho Lương Quốc, xây vườn Đông Uyển rộng hơn 300 dặm, xây dựng lại cung thất, quy mô hơn cả triều đình. Sau đó lại chiêu mộ nhiều binh mã vào việc riêng, đặt quan chức nhiều quá quy định dành cho vua chư hầu, mỗi lần đi săn bắn đều tiếm nghi vệ thiên tử. Ông còn chiêu mộ nhiều văn sĩ võ tướng khắp các nơi về phục vụ cho mình như Dương Thắng (羊胜), Công Tôn Quỷ (公孫詭), Trâu Dương (邹阳) ... Công Tôn Quỷ có nhiều tà kế, được Lưu Vũ sủng ái, phong làm Công Tôn Tướng quân. Sau đó, Lưu Vũ còn sai chế tạo ra hàng vạn binh khí cung nỏ, thu nhiều vàng bạc vào phủ khố, thành ra trong phủ khố có hơn vạn tiền, châu ngọc nhiều như kho trong kinh thành.
Tháng 10 năm 150 TCN, Lương vương Lưu Vũ vào triều. Hán Cảnh Đế nghênh đóng ở Quan Hạ. Cảnh Đế muốn lưu ông lại kinh, lấy lý do để chăm lo cho thái hậu. Lưu Vũ lại được đi săn cùng Cảnh Đế, các quan viên ông dẫn theo từ nước Lương, từ Thị trung, Lang trung khi vào kinh đều được tự do ra vào Thiên tử môn, chẳng khác gì hoạn quan trong triều.
Tháng 11 cùng năm, Cảnh Đế phế Thái tử Lưu Vinh, giáng làm Lâm Giang vương.
Đậu Thái hậu nhân cơ hội này khuyên Cảnh Đế lập Lưu Vũ làm Thái đệ như đã hứa trước đây. Ban đầu Cảnh Đế đồng ý, tuy nhiên sau khi bàn bạc với đại thần Viên Áng lại thay đổi ý định vì Viên Áng cho rằng việc này là không nên. Lương vương tức giận, bỏ về nước.

## Thất thế
Tháng 4 năm 149 TCN Cảnh Đế lập con mình là Giao Đông vương Lưu Triệt làm thái tử. Lưu Vũ oán giận Viên Áng khuyên Cảnh Đế không lập mình, bèn bàn mưu với Dương Thắng, Công Tôn Quỷ, rồi bí mật sai sát thủ đến Trường An giết chết Viên Áng cùng hơn 10 đại thần khác. Viên Áng bị đâm chết, tuy nhiên sát thủ bị bắt lại. Cuối cùng triều đình điều tra được sát thủ từ nước Lương đến. Cảnh Đế bèn sai người đến Lương Quốc điều tra. Lưu Vũ hoảng sợ, nghe lời Hàn An Quốc lệnh cho Thắng và Quỷ tự sát, nhưng việc không dừng lại, Cảnh Đế lại tiếp tục điều tra. Lưu Vũ hoảng sợ, sai Hàn An Quốc đến Trường An mang theo thi thể của Thắng và Quỷ, cầu xin Thái hậu giúp mình. Đậu Thái hậu muốn giúp ông, bèn nhịn ăn để gây sức ép với Cảnh Đế. Cảnh Đế bất lực, đành nghe theo lời sứ giả, đổ hết chuyện này cho Thắng và Quỷ, chấm dứt điều tra. Tuy nhiên Lưu Vũ không còn được Cảnh Đế sủng ái như trước nữa.

## Qua đời
Năm 144 TCN, Lưu Vũ vào triều yết kiến Cảnh Đế, muốn xin Cảnh Đế cho mình ở Trường An để chăm sóc Thái hậu, nhưng Cảnh Đế không cho, ông đành phải quay về nước. Tháng 6 năm đó, Lưu Vũ bị bệnh nhiệt, sau khi về tới Lương Quốc thì chết, thọ 41 tuổi, làm Lương vương được 25 năm.
Lương vương Lưu Vũ rất có hiếu với Đậu Thái hậu, khi Thái hậu bệnh, ông nhịn ăn mà chăm sóc, nhiều lần muốn ở lại Trường An hầu hạ, nên được Thái hậu yêu. Đến khi ông mất, Thái hậu khóc mà nói rằng:
Đế quả nhiên giết con ta rồi.
Cảnh Đế nghe được thì sợ, không biết xử trí ra sao, sau đó mới theo lời Trưởng công chúa, phân Lương Quốc làm năm, lập các con của Lưu Vũ làm 5 vương ở các nước là Lương, Tế Xuyên, Tế Đông, Sơn Dương, Tế Âm. Đậu Thái hậu mới bằng lòng.

## Gia quyến
- Cha: Hán Văn Đế
- Mẹ: Đậu Thái hậu
- Anh chị em
  - Anh
    - Hán Cảnh Đế Lưu Khải

  - Chị
    - Quán Đào công chúa

  - Em trai
    - Đại vương Lưu Tham
    - Lương Hoài vương Lưu Ấp

  - Em gái
    - Xương Bình công chúa
- Con cái
  - Lương Cung vương Lưu Mãi
  - Tế Xuyên vương Lưu Minh
  - Tế Đông vương Lưu Bành Ly
  - Sơn Dương vương Lưu Định
  - Tế Âm vương Lưu Bất Chí